# Chymomyza nigrimana
Chymomyza nigrimana är en tvåvingeart som först beskrevs av Johann Wilhelm Meigen 1830.  Chymomyza nigrimana ingår i släktet Chymomyza och familjen daggflugor. Inga underarter finns listade i Catalogue of Life.